# 趙格
趙格（1529年—？），字君正，江西吉安府安福縣人，民籍，明朝政治人物。

## 生平
江西鄉試第七十一名舉人。嘉靖三十八年（1559年）中式己未科會試第一百九十五名，三甲第一百四十六名進士。授行人司行人，四十二年十一月选授兵科给事中，四十四年二月升吏科右，十二月升本科左，四十五年四月升刑科都，隆慶元年（1567年）贬任温州府推官。官至布政使参政，五年正月考察以不謹閑住。

## 家族
曾祖趙常，教諭 贈工部尚書；祖父趙璋，七品散官；父趙滿，母姚氏。慈侍下。兄杲，千户；樞，监生；桌，监生。弟新，左軍都督府都事；栗，监生；標；檟；枋。